# Иоаким (Алексопулос)
Митрополи́т Иоаки́м (греч. Μητροπολίτης Ιωακείμ, в миру Гео́ргиос Алексо́пулос, греч. Γεώργιος ᾿Αλεξόπουλος; 8 ноября 1873, Гура, Коринф — 15 марта 1959, Магнисия) — епископ Элладской православной церкви; митрополит Димитриадский (1935—1957).

## Биография
Родился 8 ноября 1873 года в Гуре, Коринф, Греция, где получил начальное образование. Получил среднее школьное образование в Эгио и Патрах.
В 1894 году был рукоположён в сан диакона. Окончил Богословский факультет Афинского университета. Также обучался в Московской духовной академии.
В 1904 году архиепископом Артским Геннадием был рукоположён в сан священника. Назначен первым деканом духовной семинарии в Арте. В 1904—1906 годы служил проповедником Артской митрополии. Возведён в сан архимандрита.
В 1906 году Элладская православная церковь послала архимандрита Иоакима в США, где он стал первым настоятелем в молодой греческой православной общины Святой Софии в Вашингтоне, округ Колумбия. Община была основана в 1904 году, но до этого окормлялась приезжими священниками, которые совершали богослужения в арендованных залах. При архимандрите Иоакиме община наконец, был обосновалась на углу 6-й и G улиц, где архимандрит Иоаким прослужил до 1918 года.
С марта 1906 по апрель 1907 года архимандрит Иоаким также служил в качестве временного священника в новой греческой православной Благовещенской общине в Балтиморе, штат Мэриленд, которая выплачивала приходу святой Софии $ 100 каждые шесть месяцев, чтобы архимандрит Иоаким мог поехать в Балтимор на одно воскресенье в месяц чтобы отслужить Божественную литургию и совершить таинства.
В связи с Революцией и гражданской войной в России связь Русской православной церкви с Алеутской и Северо-Американской епархией, объединявшей все православные приходы в Америке, стала затруднённой, кроме того, прекратилась финансовая поддержка зарубежных приходов. В этих условиях нерусские приходы пожелали войти в ведение своих национальных поместных церквей. В 1918 году Священный Синод Элладской православной церкви учредил в Северной Америке Греческую православную церковь в Америке и назначил епископа Родостольского Александра (Димоглу) управлять ею, а архимандрит Иоаким стал протосинкеллом новой епархии.
В 1919 году назначен настоятелем прихода Святого Николая в Питтсбурге, где он служил до 1920 года, и где он помог собрать необходимые средства для общины.
В 1920 году архимандрит Иоаким был освобождён от должности и сменил Иоакима Малахиаса на должности настоятеля Благовещенской церкви в Бостоне, штат Массачусетс. В этот период из-за войны и малоазиатской катастрофы строительство нового храма в Бостоне не состоялось. Архимандрит Иоаким реанимировал этот план, и новая церковь была закончена в 1924 году.
28 июня 1923 года архимандрит Иоаким был хиротонисан во епископа Бостонского с кафедрой в Бостонском Благовещенском соборе, который он и построил. Хиротонию совершили: Архиепископ Американский Александр (Димоглу), митрополит Фиатирский Герман (Стринопулос) и епископ Чикагский Филарет (Иоаннидис).
За годы в управления им Бостонской епархией, епископ Иоаким, помогал создавать и поддерживать новые приходы для греческих иммигрантов. Его служение охватывало не только Новую Англию, но многие части штата Нью-Йорк, и даже в Канаде.
12 августа 1930 года был уволен на покой, отозван в Грецию и 6 ноября того же года назначен митрополитом Фокидским.
5 сентября 1935 году избран митрополитом Димитриадским.
В 1943 году во время оккупации Греции нацистской Германией митрополит Иоаким послал сообщение главному раввину города Волос покинуть город и найти убежище в окрестных горных деревнях. Митрополит Иоаким снабдил их рекомендательными письмами к сельским священникам с просьбами помочь и защитить евреев. Когда нацисты поняли, главный раввин бежал, они потребовали от митрополита передать им список еврейских жителей. Митрополит демонстративно отказался. Благодаря героическим усилиям митрополита Иоакима, из более чем 1000 евреев, живущих в городе Волос в то время, свыше 700 были спасены.
В феврале 1957 года ушёл на покой.
Скончался 15 марта 1959 года в Магнисии.
13 октября 1997 года, государство Израиль посмертно признало митрополита Иоаким (Алексопулоса) «Праведником народов мира». Имя митрополита было внесено в Музей Холокоста в Вашингтоне а также на почётную стену Праведников мемориала Яд ва-Шем в Иерусалиме.